# Roger d'Helmarshausen
Roger d’Helmarshausen (floruit XIIe siècle), était un moine bénédictin, connu comme orfèvre et observateur de synthèses souvent qualifiées d'alchimiques grâce à ses connaissances métallurgiques et à celles des alliages.
Certains auteurs, notamment l’historien autrichien Albert Ilg (1847-1896) pensent que lui et Theophilus Presbyter ne sont qu’une seule et même personne, alors que d’autres, comme Doris Oltrogge, n’en sont pas convaincus.

## Carrière artistique
Après un passage à l’Abbaye de Stavelot située en Belgique (en région wallonne), le moine Roger se rend à Cologne.
Entre 1100 et 1107 il a travaillé à l’église Saint-Pantaléon de Cologne et deux autels portatifs réalisés par lui se trouvent actuellement dans le trésor de la cathédrale Saint-Liboire de Paderborn.
En 1107 il arrive à l’abbaye d’Helmarshausen, au bord de la Diemel (actuellement dans le nord de la Hesse). Il y crée un atelier d’orfèvrerie ayant produit la reliure de l’évangéliaire de cette abbaye, des châsses, des croix, des reliquaires, des candélabres.

## Écrits supposés
L'influence qu'il exerça est grande car il n’a pas voulu garder pour lui ses connaissances en rédigeant vers 1122 un manuel pour les moines apprentis intitulé  De diversis artibus (connu également sous le nom de Schedula diversarum artium).
C’est du moins ce que pensent des auteurs comme Albert Ilg (en 1874), C.R. Dodwell (en 1961), Cyril Stanley Smith (en 1963 et 1974) et Eckhard Freise (en 1981). Une thèse que ne partage pas Brigitte Kurmann-Schwarz, ni Doris Oltrogge qui continue à penser que l’on peut attribuer cet ouvrage à  Theophilus Presbyter.
Parmi ses descriptions, on trouve celle de la synthèse alchimique du vermillon, une innovation au XIIe siècle, dans laquelle soufre et mercure sont mis dans un récipient scellé, puis ensevelis dans des « charbons ardents… avec un bruit d’explosion à l’intérieur lorsque le mercure s’unit au soufre brûlant. ».